# Synanthedon africana
Synanthedon africana là một loài bướm đêm thuộc họ Sesiidae. Loài này được phát hiện lần đầu tại Togo.